# Challenger de Prostějov 2016

El torneo UniCredit Czech Open 2016 es un torneo profesional de tenis. Pertenece al ATP Challenger Series 2016. Se disputará su 23.ª edición sobre superficie tierra batida, en Prostějov, República Checa entre el 31 de mayo al el 4 de junio de 2016.

## Jugadores participantes del cuadro de individuales
| Favorito | País                            | Jugador             | Rank1 | Posición en el torneo |
| -------- | ------------------------------- | ------------------- | ----- | --------------------- |
| 1        | Bandera de Lituania             | Ričardas Berankis   | 50    | Cuartos de final      |
| 2        | Bandera de República Checa      | Lukáš Rosol         | 59    | Cuartos de final      |
| 3        | Bandera de República Checa      | Jiří Veselý         | 60    | Cuartos de final      |
| 4        | Bandera de España               | Íñigo Cervantes     | 69    | Semifinales           |
| 5        | Bandera de Bosnia y Herzegovina | Damir Džumhur       | 73    | Primera ronda, retiro |
| 6        | Bandera de Kazajistán           | Mikhail Kukushkin   | 83    | CAMPEÓN               |
| 7        | Bandera de Brasil               | Rogério Dutra Silva | 85    | Segunda ronda         |
| 8        | Bandera de los Países Bajos     | Robin Haase         | 86    | Primera ronda         |

- 1 Se ha tomado en cuenta el ranking del 23 de mayo de 2016.

### Otros participantes
Los siguientes jugadores recibieron una invitación (wild card), por lo tanto ingresan directamente al cuadro principal (WC):
- Dominik Kellovský
- Zdeněk Kolář
- Alex Molčan
- Janko Tipsarević

Los siguientes jugadores ingresan al cuadro principal tras disputar el cuadro clasificatorio (Q):
- Marcelo Demoliner
- Márton Fucsovics
- Juan Ignacio Londero
- João Souza

## Campeones

### Individual Masculino
- Mikhail Kukushkin derrotó en la final a  Márton Fucsovics, 6–1, 6–2

### Dobles Masculino
- Aliaksandr Bury /  Igor Zelenay derrotaron en la final a  Julio Peralta /  Hans Podlipnik, 6–4, 6–4